# Дмитрий Святославич (смоленский князь)
Дмитрий Святославич (1-я пол. XIV в.) — князь из ветви смоленских Ростиславичей, известный только по некоторым родословным, согласно которым был отцом Ивана Шаха, родоначальника князей Соломерецких и дворян Татищевых. Сын Святослава Глебовича можайского и брянского (1310), родной брат Глеба Святославича брянского (1334—1340), двоюродный брат Ивана смоленского (1359) и, возможно, Василия брянского (1314) Александровичей.
В случае, если верна версия Экземплярского А. В., считавшего Дмитрия брянского сыном Святослава или Романа, но, во всяком случае, сыном старшего из Глебовичей, сын Святослава Глебовича Дмитрий мог быть тождественен Дмитрию, княжившему в Брянске во 2 четверти XIV века